# Колобов, Павел Иванович
Павел Иванович Колобов (2 января 1904 [15 января 1904]; Санкт-Петербург, Российская империя — 22 декабря 1979; Ленинград, РСФСР, СССР) — советский актёр театра и кино.

## Биография
Родился 2 (15) января 1904 года в Санкт-Петербурге в семье матери крестьянки Московской губернии, которая являлась домашней хозяйкой, а также отца, который работал по специальности каменщика-печника.
Учился в земской трёхлетней школе, по окончании которой перешёл в Шувалово-Озерковскую гимназию, где проучился три года, после чего с наступлением советской власти, учебное заведение было реорганизовано в Единую трудовую школу 1-й и 2-й ступени. С седьмого класса подрабатывал, помогая материально своей матери. После окончания школы устроился работать на завод.
По мимо работы начал заниматься в драматической студии «Ленинградпрофобра», которую окончил в 1928 году, но оставался на тот момент до сих пор на заводе. Лишь через год решился покинуть завод и перешёл окончательно на творческую деятельность. 
Начинал кинематографическую карьеру с Ленинградского передвижного театра, позже вступил в труппу театра при Обществе содействия обороне авиации и химическому строительству «Осовиахим». Вскоре театр объединился с театром Красной армии при Ленинградском доме Красной армии и Флота, где Колобовым были сыграны свои первые роли. 
С 1933 года служил Новому театру (Ленинградский театр имени Ленсовета), с  1936 года в труппе Ленинградского академического Большого драматического театра имени М. Горького  (БДТ), где Колобов прослужил 22 года до 1958-го. 
Со временем Павел Иванович застудил ноги, заработав инфекционный полиартрит, после чего здоровье начало ухудшаться и актёр перешёл на  общественные работы. Состоял в профкоме, занимал должность председателя месткома, был членом пленума Ленинградского обкома Союза работников культуры, избирался депутатом Совета депутатов трудящихся Фрунзенского района, но и в данной деятельности пришлось оставить работу, так как обострилась болезнь. После, с трудом передвигался на костылях, ему была присвоена инвалидность второй группы. В последние годы жизни занимался самодеятельностью.
Ушёл из жизни 22 декабря 1979 года в Ленинграде. Похоронен на Шуваловском кладбище.

### Личная жизнь[1]
- Жена — Валентина Петровна Романова (1913–1999), актриса театра и кино.
- Сын — Алексей Колобов (род. 1945), актёр театра и кино.
- Младший брат — Сергей Колобов (1906–1981), театральный актёр, режиссёр.

## Фильмография
- 1952 — Разлом — матрос
- 1953 — Враги — Квач
- 1953 — Любовь Яровая — рабочий
- 1957 — Балтийская слава — матрос Стеценко

## Оценочные мнения
- Со слов киноведа А. Тремасова, когда актёр был задействован в небольших характерных ролях на сцене театра БДТ, то в них неизменно находил сочные краски, способствовавшие яркости создаваемых образов. Также было подмечено, что Колобов прослужил данному театру 22 года, найдя свой второй дом, друзей и личное счастье[1].